# Otto Natzler
Otto Natzler (31 de gener de 1908 - 7 d'abril de 2007) va ser un ceramista austríac.

## Biografia
Fill del Doctor Sigmund Natzler, dentista i de Regina Frieda Lowyd, mestressa de casa, als 15 anys va fer un curs de disseny tèxtil i va trobar feina en una fàbrica de teixits local.
Natzler es va casar per primera vegada el 9 de novembre de 1930 amb Bertha Steinmetz, a Viena. El 1934 va conèixer a Gertrude Amon i el juny de 1938 es casaven. Juntament amb la seva esposa varen formar des de 1933 una parella de ceramistes i van treballar junts durant tres dècades (1933-1971). Quan es varen conèixer, ella ja era ceramista i ell dissenyador tèxtil.
Gertud s'encarregava de tornejar les peces i Otto les esmaltava. Feien un equip on els seus talents es complementava totalment. Ella creava unes formes elegants. Formes proporcionades i senzilles.¡ L'Otto era el químic que va formular més de 2.000 esmalts d'alta temperatura i va investigar diferents tècniques d'aplicació. Una de les més vistoses és la de les carbonitzacions amb esmalt brillant.
L'11 de març de 1938 varen rebre una carta on els comunicaven que els atorgaven La Medalla de Plata de l'Exposició Internacional de París. El mateix dia a la tarda els nazis envaïen Àustria i aquesta s'annexionava a Alemanya. Aquell mateix any es varen casar i emigren a Los Angeles, Califòrnia - Estats Units. Varen embarcar el torn de la Gertrud i el petit forn elèctric de d'Otto. El matrimoni Natzler va obrir el seu primer taller a Los Angeles i varen subsistir fent classes de ceràmica i paral·lelament treballaven en la seva obra.
Després de la mort de Gertud per càncer, Otto va seguir treballant la ceràmica fent rajoles a mà i esmaltant-les. Es tornaria a casar, aquesta vegada amb la fotògrafa Gail Reynoldsel el 1973. Otto Natzler va morir a l'edat de 99 anys.

## Obra
La seva ceràmica es caracteritza per formes esveltes i delicades i un sentit proper a la ingravidesa. Els esmalts, creats per l'Otto, són rics i lluminosos, una pell perfecte per les peces que tornejava la Gertrud. També va experimentar amb esmalts de lava i cràter que varen marcar com cicatrius les línies netes de les peces. La seva obra és un referent del moviment modern de la ceràmica.
Són objectes poètics, de bellesa estranya i gran eloqüència visual. Algunes de les seves combinacions estètiques:
- Tons verds suaus, molses, blaus elèctrics, taronja intens
- Esmalt vermell rubí bordejat de negra, turquesa amb bronce, or profund i terracota
- Esmalt vidriat negre carbó que brilla amb reflexos de matisos vermells
- Carbó negre que brilla amb els reflexos de la llum
- Tons suaus perlascents canviant de manera quasi imperceptible amb una gradació del color
- Esmalt vidriat cristal·lí que brilla amb les venes diminutes de color

Actualment les seves peces són molt cotitzades i formen part de les millors col·leccions públiques i privades. Les peces també les podem trobar en subhastes internacionals. Per exemple, el 2008 una col·lecció de 9 peces dels Natzler va ser subhastada a l'Antiques Road Show arribant a valors d'entre $44,500 i $68,500.

## Presència a museus
La seva obra ha estat objecta d'exposicions internacionals a Amèrica i Europa i es pot trobar a més de 50 col·leccions de museus de tot el món, alguns d'ells tant prestigiosos com la Smithsonian Institution, el MoMA i el Metropolitan Museum of Art, entre d'altres:
- The Grace Museum, Abilene, Texas
- The Contemporary Museum, Honolulu
- Cooper-Hewitt Museum
- Everson Museum of Art
- Kantonales Gewerbemuseum
- Los Angeles County Museum of Art
- Metropolitan Museum of Art
- Museo Internazionale delle Ceramiche
- Museum of Arts and Design
- Museum of Modern Art
- Nelson-Atkins Museum of Art
- Victoria and Albert Museum[1]